# Bataille de Sông Bé
 (juillet 2025).
Guerre du Viêt Nam
Batailles
La bataille de Sông Bé a été une action majeure entre le Viet Cong et l'armée de la République du Viêt Nam (ARVN) en mai 1965.
Le Viet Cong, envisageant une démonstration de force majeure contre les forces de l'armée de la République du Viêt Nam (ARVN), tente de capturer la capitale fortifiée de la province de Phước Long (en), Sông Bé. Peut-être à leur grande surprise, les forces de l'ARVN dans la région se rallient et reprennent la ville à la fin du deuxième jour de combat. Plusieurs jours consacrés à la chasse des forces du Viet Cong se sont avérés infructueux, ces derniers s'étant échappés.

## Contexte
Une série de revers politiques et militaires survenant dès 1962 érodent progressivement l'efficacité au combat des forces de l'ARVN, qui ne sont plus à la hauteur face aux Viet Cong avec leurs hélicoptères et véhicules blindés, fournis par les États-Unis. Les forces du Viet Cong ont pu s'entraîner dans une relative sécurité et ont ainsi développer de nouvelles tactiques , elles ont aussi reçu de nouvelles armes qui bouleversent l'équilibre des forces. En 1964, le moral de l'ARVN s'effondre et le Viet Cong contrôle nominalement une grande partie de la campagne. Pour tirer parti de cette situation, le Viet Cong prévoit des opérations de plus en plus importantes.
Le 16 avril 1965, le détachement SF B-34 des forces spéciales américaines est envoyé à Sông Bé pour renforcer les forces de l'ARVN, rejoignant un quartier général d'une équipe MACV présente dans la ville. Ils entreprennent de construire une zone fortifiée sur une colline voisine et sont rejoints par l'équipe de renseignement POW, cent-vingt membres de l'ARVN et plusieurs chars légers pilotés par des miliciens locaux.

## Bataille
À 1 h 45 le 10 mai, les 761e et 763e régiments Viet Cong composés de 2 500 fantassins attaquent la ville depuis plusieurs directions, utilisant d'abord des barrages de mortier, puis en faisant intervenir leurs forces. Bien que les positions américaines soient encore en construction, les forces spéciales et l'ARVN parviennent à empêcher l'armée du Viet Cong de prendre leurs positions et la zone de la ville qui les entoure. 
Acculés à la défense, de nombreux combattants du Viet Cong deviennent des cibles faciles pour les tireurs d'élite américains. À 3 h 45, des hélicoptères de combat arrivent mais ne peuvent pas voir le sol à cause du brouillard et des nuages bas. A la place, ils attaquent l'artillerie de soutien (probablement des mortiers de 82 mm) à l'ouest de la ville. Les tentatives d'évacuation des blessés par hélicoptère sont repoussés à plusieurs reprises par des mitrailleuses de calibre 50, jusqu'à ce qu'elles soient supprimées par des F-4 Phantoms utilisant des armes à sous-munitions spéciales. Les mitrailleuses s'étant tues, l'évacuation a finalement lieu à 8 h 00.
Même si la base a été défendue, une grande partie de la ville est tombée sous le contrôle du Viet Cong. Ils placent des unités de mitrailleuses et de lance-flammes à presque tous les coins de rue. À midi, le 36e bataillon de Rangers de l'ARVN attaque la ville et chasse le Viet Cong qui occupait le centre de la ville, recourant souvent au combat au corps-à-corps à l'aide de couteaux et d'épées. Ils sont rejoints quelques heures plus tard par les 34e Rangers de l'ARVN et, dans la soirée, la ville entière est repassée sous le contrôle des Sud-Vietnamiens.